# چکاوک سرسرخ
چکاوک سرسرخ (نام علمی: Calandrella cinerea) نام یک گونه از سرده چکاوکچه‌ها است.